# Oligactis
Oligactis es un género de plantas fanerógamas perteneciente a la familia de las asteráceas. Comprende 27 especies descritas y de estas, solo 15 aceptadas. Es originario de Sudamérica.

## Taxonomía
El género fue descrito por (Kunth) Cass. y publicado en Dictionnaire des Sciences Naturelles [Second edition] 36: 16. 1825.

## Especies aceptadas
A continuación se brinda un listado de las especies del género Oligactis aceptadas hasta julio de 2012, ordenadas alfabéticamente. Para cada una se indica el nombre binomial seguido del autor, abreviado según las convenciones y usos.
- Oligactis boyacensis (Cuatrec.) H.Rob. & Brettell
- Oligactis coriacea (Hieron.) H.Rob. & Brettell
- Oligactis cuatrecasasii M.O.Dillon & Sagást.
- Oligactis cusalaguensis (Hieron.) H.Rob. & Brettell
- Oligactis ecuadoriensis (Hieron.) H.Rob. & Brettell
- Oligactis garcia-barrigae H.Rob.
- Oligactis granatensis (Cuatrec.) H.Rob. & Brettell
- Oligactis latifolia (Hieron.) H.Rob. & Brettell
- Oligactis mikanioides (S.F.Blake) H.Rob. & Brettell
- Oligactis nubigena (Kunth) Cass.
- Oligactis ochracea (Cuatrec.) H.Rob. & Brettell
- Oligactis pastoensis (Cuatrec.) H.Rob. & Brettell
- Oligactis pichinchensis (Hieron.) H.Rob. & Brettell
- Oligactis sessiliflora (Kunth) H.Rob. & Brettell
- Oligactis volubilis (Kunth) Cass.